# American Basketball League 1925-1926
La stagione 1925-1926 della American Basketball League fu la prima nella storia della lega.
La stagione venne divisa in due fasi: la squadra vincitrice della prima fase, sfidò la vincirice della seconda. Vinsero il titolo i Cleveland Rosenblums, che ebbero la meglio 3-0 nella serie finale (chiamata all'epoca "World Series") contro i Brooklyn Arcadians.

## Classifiche

### Prima fase
|    | Classifica prima fase 1925-1926 | V  | P  |
| -- | ------------------------------- | -- | -- |
| 1. | Brooklyn Arcadians              | 12 | 4  |
| 2. | Cleveland Rosenblums            | 10 | 6  |
| 3. | Washington Palace Five          | 11 | 5  |
| 4. | Rochester Centrals              | 9  | 7  |
| 5. | Fort Wayne Caseys               | 7  | 9  |
| 6. | Boston Whirlwinds               | 6  | 10 |
| 7. | Chicago Bruins                  | 6  | 10 |
| 8. | Detroit Pulaski Post Five       | 6  | 10 |
| 9. | Buffalo Bisons                  | 5  | 11 |

### Seconda fase
|    | Classifica seconda fase 1925-1926 | V  | P  |
| -- | --------------------------------- | -- | -- |
| 1. | Cleveland Rosenblums              | 13 | 1  |
| 2. | Washington Palace Five            | 11 | 3  |
| 3. | Rochester Centrals                | 9  | 5  |
| 4. | Brooklyn Arcadians                | 7  | 7  |
| 5. | Fort Wayne Caseys                 | 6  | 8  |
| 6. | Buffalo Bisons                    | 5  | 9  |
| 7. | Chicago Bruins                    | 3  | 11 |
| 8. | Detroit Pulaski Post Five         | 2  | 12 |

- Boston non ha partecipato alla seconda fase, abbandonando la stagione dopo la prima fase.

## Playoff
| Squadra 1            | Totale | Squadra 2          | Gara 1 | Gara 2 | Gara 3 | Gara 4 | Gara 5 |
| -------------------- | ------ | ------------------ | ------ | ------ | ------ | ------ | ------ |
| Cleveland Rosenblums | 3-0    | Brooklyn Arcadians | 36-33  | 37-21  | 23-22  | -      | -      |